# Mîhailivka, Jîtomîr
Mîhailivka (în ucraineană Михайлівка) este un sat în comuna Denîși din raionul Jîtomîr, regiunea Jîtomîr, Ucraina.

## Demografie
Componența lingvistică a localității Mîhailivka
     Ucraineană (99,46%)
     Alte limbi (0,54%)
Conform recensământului din 2001, majoritatea populației localității Mîhailivka era vorbitoare de ucraineană (99,46%), existând în minoritate și vorbitori de alte limbi.